# لويجي درويتي
لويجي درويتي (بالإيطالية: Luigi Druetti)‏ (و.1853 - ت.1919) هو قائد عسكري إيطالي. تولى حكم مستعمرة طرابلس من نوفمبر 1914 إلى فبراير 1915.
عند بدء الحرب العالمية الأولى قاد الفرقة الخامسة التابعة للفيلق الثالث الإيطالي.